# Santa Quitéria
Santa Quitéria là một đô thị thuộc bang Ceará, Brasil. Đô thị này có diện tích 4260,681 km², dân số năm 2007 là 42222 người, mật độ 9,91 người/km².